# Соболевський Анатолій Вікентійович
Соболевський Анатолій Вікентійович (біл. Анатоль Вікенцьевіч Сабалеўскі; *27 травня 1932, село Андріївщина, Дзержинський район — †6 квітня 2012) — білоруський театрознавець, педагог.

## Біографія
Закінчив БДУ у 1958 році. З 1961 року працював науковим співробітником Інституту мистецтвознавства, етнографії та фольклору АН БРСР, з 1972 року завідувач кафедри Білоруського театрально-художнього інституту. У 1974 році захистив докторську дисертацію з мистецтвознавства. В 1975 році йому присвоєно звання професора. В 1984–1989 роках ректор Білоруського театрально-художнього інституту.

## Наукова діяльність
Друкується з 1952 року. Досліджував творчі зв'язки білоруського театрального мистецтва з театрами інших республік СРСР («Білоруська драматургія в театрах народів СРСР», 1972), проблеми розвитку білоруської радянської драматургії («Білоруська радянська драма», кн. 1-2, 1969-72). Склав 2-томну «Хрестоматію з історії білоруського театру і драматургії» (1975). Виступав з театрально-критичними статтями та реценціями (книги «Рампою освітлене», 1962; «Життя театру», 1980), написав монографію про Б. Платонова («Володар дум людських», 1964). Білоруській театральній Ленініані присвячені його праці «Уособлення майстерності актора» (у збірнику «Образ В. І. Леніна у білоруському мистецтві», 1970) і «Образ В. І. Леніна на білоруській сцене» (1980). Автор повісті «Жили-були хлопці…» (1961), оповідань.

## Твори
- Жылі-былі хлопцы… Аповесць. // Маладосць. Мінск. № 8. 1961.
- Выдающийся актер Белоруссии. Творчество народного артиста СССР Б. В. Платонова. Автореферат диссертации … кандидата искусствоведения. Москва — Минск. 1961.
- Рампай асветленае. Тэатральна-крытычныя артыкулы. Мінск. 1962.
- Уладар дум чалавечых. Творчасць народнага артыста СССР Б. Платонава. Мінск. 1964.
- Ад п'есы — да спектакля. Мінск. 1965.
- Театр открывает занавес. Минск. 1970.
- Беларуская савецкая драматургія і яе сцэнічнае ўвасабленне. Мінск. 1971.
- Белорусская драматургия в театрах народов СССР. Минск. 1972.
- Жыццё тэатра. Мастацтвазнаўчыя артыкулы, рэцэнзіі. Мінск. 1980.
- Образ В. И. Ленина на белорусской сцене. Минск. 1980.
- Белорусско-молдавские театральные связи. Минск. 1984.
- Сучаснасць і гісторыя. крытычныя артыкулы. Мінск. 1985.
- Барыс Платонаў. Жыццё і творчасць вялікага беларускага артыста. 2-выд. Мінск. 1989.
- Кандрат Крапіва. Нарыс жыцця і творчасці. Мінск. 1989.
- Вечная крыніца. Беларуская тэатральная Ленініяна ў кантэксце часу. Мінск. 1991.
- Асоба мастака. Літаратурна-крытычныя артыкулы. Мінск. 1992
- Барыс Платонаў. Асоба і ролі. Мінск. 2004.